# Pentias thompsoni
Pentias thompsoni is een pissebed uit de familie Idoteidae. De wetenschappelijke naam van de soort is voor het eerst geldig gepubliceerd in 1916 door Collinge.